# Guillaume Sorel

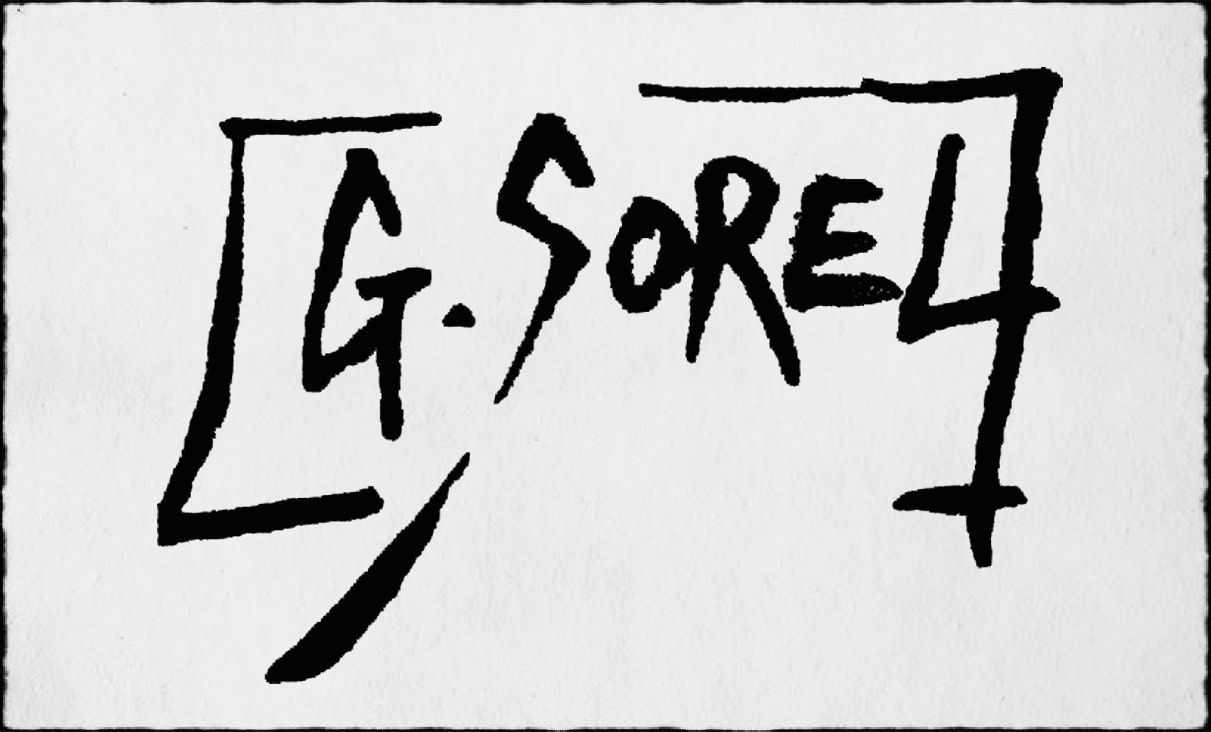
Guillaume Sorel signiert

Guillaume Sorel (* 25. März 1966 in Cherbourg) ist ein französischer Comicautor.

## Leben und Werk
Sorel lernte an einer Schule für Architektur und studierte an der Schule für angewandte Künste in Lyon und an der Hochschule der schönen Künste in Paris. Seit 1987 arbeitet er als Illustrator für Zeitschriften und Magazine sowie als Comiczeichner. 
Der in Zusammenarbeit mit Dieter entstandene Zweiteiler Typhaon zeigt seine große Affinität zur fantastischen Literatur des neunzehnten und frühen zwanzigsten Jahrhunderts.
Der etwas morbide Stil erinnert an die Serie Sambre von Yslaire.

## Bibliographie

### Alben
- Mother (Casterman, 2000)
- Die letzten Tage des Stefan Zweig. Mit Laurent Seksik; Graphic Novel. Verlagshaus Jacoby & Stuart, Berlin 2012, ISBN 978-3-941787-78-0.

### Gemeinsam mit Dieter
- Typhaon 1 - Éleonore mit Dieter (Casterman, 2000)
- Typhaon 2 - Vernon (Casterman, 2001)